# Cerodontha pallidiciliata
Cerodontha pallidiciliata är en tvåvingeart som beskrevs av Spencer 1969. Cerodontha pallidiciliata ingår i släktet Cerodontha och familjen minerarflugor.
Artens utbredningsområde är Ontario. Inga underarter finns listade i Catalogue of Life.